# Leo McAuliffe
Leo Peter McAuliffe (ur. 16 grudnia 1933 w Clydach, zm. marzec 2018) – brytyjski żużlowiec pochodzenia walijskiego.

## Życiorys
Finalista indywidualnych mistrzostw Wielkiej Brytanii (1963 – IV miejsce). Trzykrotny medalista drużynowych mistrzostw Wielkiej Brytanii: srebrny (19621) oraz dwukrotnie brązowy (1958, 1963).
Reprezentant Wielkiej Brytanii na arenie międzynarodowej. Brązowy medalista drużynowych mistrzostw świata (Wiedeń 1963). Finalista indywidualnych mistrzostw świata (Londyn 1963 – VIII miejsce).
W lidze brytyjskiej reprezentant klubów: Eastbourne Eagles (1956–1957), Birmingham Brummies (1957), Rayleigh Rockets (1957), Southampton Saints (1958), Swindon Robins (1959), New Cross Rangers (1960–1961), Wimbledon Dons (1962–1964), Belle Vue Aces (1965), Cradley Heath Heathens (1965) i Oxford Cheetahs (1967–1969).